# Liste der denkmalgeschützten Objekte in Schiedlberg
Die Liste der denkmalgeschützten Objekte in Schiedlberg enthält die denkmalgeschützten, unbeweglichen Objekte der Gemeinde Schiedlberg im oberösterreichischen Bezirk Steyr-Land.

## Denkmäler
| Foto |                 | Denkmal                                                                | Standort                                    | Beschreibung | Metadaten |
| ---- | --------------- | ---------------------------------------------------------------------- | ------------------------------------------- | --- | --- |
| ja   | Datei hochladen | Kath. Pfarrkirche Mariae Verkündigung HERIS-ID: 18101 Objekt-ID: 14393 | bei Kirchenplatz 1 Standort KG: Thanstetten | Die Pfarrkirche (Mariae Verkündigung) wurde 1786 bis 1790 errichtet und zeigt sich als nüchterner klassizistischer Sakralbau mit einem einschiffigen Langhaus. Das eingezogene rechteckige Chor ist mit Kreissegmentschluss ausgeführt, dahinter befindet sich der Sakristeianbau. Der eingestellte Westturm besitzt eine Haube. Das Altarbild des Hochaltars aus der Zeit um 1777 stammt von Franz Xaver Gürtler, es befand sich ursprünglich in Steyr (Zölestinerinnenkirche) und wurde 1839 in Schiedlberg aufgestellt. Die Seitenaltäre werden auf das 1. Viertel des 18. Jahrhunderts datiert. | BDA-Hist.: Q23541873 Status: § 2a Stand der BDA-Liste: 2025-06-30 Name: Kath. Pfarrkirche Mariae Verkündigung GstNr.: .133 Pfarrkirche Mariae Verkündigung, Schiedlberg |